# Changan Uni-T

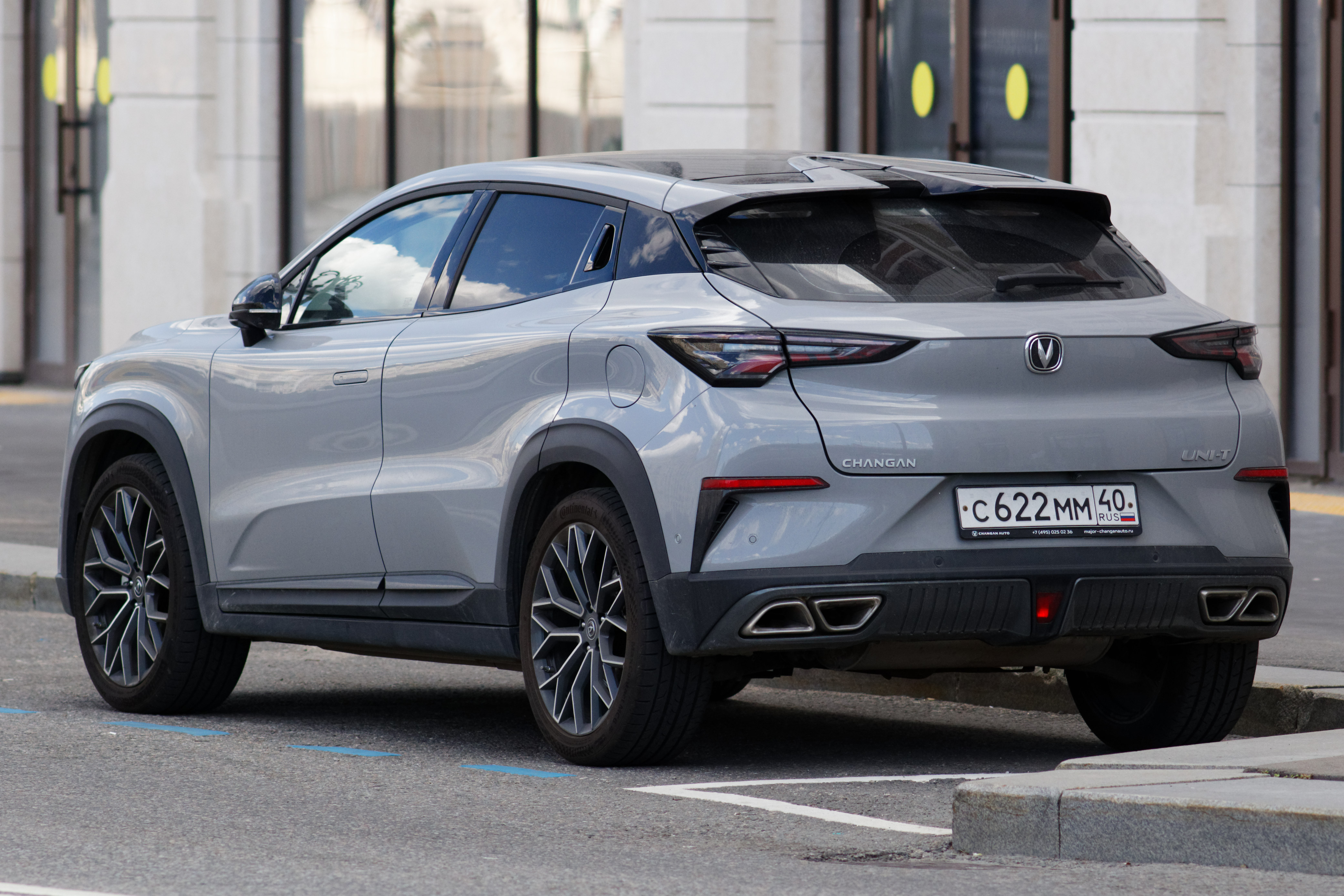
Heckansicht

Der Changan Uni-T ist ein Crossover aus Sport Utility Vehicle und Coupé des chinesischen Automobilherstellers Chongqing Changan Automobile Company der Marke Changan.

## Geschichte
Einen ersten Ausblick auf das Fahrzeug zeigte der Hersteller auf der Shanghai Auto Show im April 2017 mit dem Konzeptfahrzeug Yuyue Concept. Das Serienmodell sollte auf dem Genfer Auto-Salon im März 2020 vorgestellt werden. Der Auto-Salon wurde jedoch am 28. Februar 2020 wegen der COVID-19-Pandemie abgesagt, weshalb Changan den Uni-T schließlich Ende März 2020 in China präsentierte. Im Juni 2020 kam das Modell in China in den Handel. Eine sportlicher gestaltete Version folgte im Mai 2021. Seit Juni 2023 wird die Baureihe auch in Russland vermarktet.

## Technische Daten
Das Fahrzeug wurde zum Marktstart von einem aufgeladenen 1,5-Liter-Ottomotor angetrieben. Ein stärkerer Zweiliter-Ottomotor folgte im Dezember 2021, er wurde jedoch im Februar 2023 wieder vom Markt genommen.
|                                            | 1.5T                             | 1.5T                             | 1.5T                             | 1.5T                             | 2.0T                       |
| ------------------------------------------ | -------------------------------- | -------------------------------- | -------------------------------- | -------------------------------- | -------------------------- |
| Markt                                      | Russland                         | China                            | China                            | China                            | China                      |
| Bauzeitraum                                | seit 06/2023                     | 06/2020–08/2021                  | 08/2021–02/2023                  | seit 02/2023                     | 12/2021–02/2023            |
| Motorkenndaten                             |                                  |                                  |                                  |                                  |                            |
| Motortyp                                   | R4-Ottomotor                     | R4-Ottomotor                     | R4-Ottomotor                     | R4-Ottomotor                     | R4-Ottomotor               |
| Motoraufladung                             | Turbolader                       | Turbolader                       | Turbolader                       | Turbolader                       | Turbolader                 |
| Hubraum                                    | 1494 cm³                         | 1494 cm³                         | 1494 cm³                         | 1494 cm³                         | 1998 cm³                   |
| max. Leistung bei min−1                    | 123 kW (167 PS) / 5500           | 132 kW (180 PS) / 5500           | 138 kW (188 PS) / 5500           | 138 kW (188 PS) / 5500           | 171 kW (232 PS) / 5500     |
| max. Drehmoment bei min−1                  | 280 Nm / 1250–3500               | 300 Nm / 1250–3500               | 300 Nm / 1500–4000               | 300 Nm / 1600–4100               | 390 Nm / 1900–3300         |
| Kraftübertragung                           |                                  |                                  |                                  |                                  |                            |
| Antrieb                                    | Vorderradantrieb                 | Vorderradantrieb                 | Vorderradantrieb                 | Vorderradantrieb                 | Vorderradantrieb           |
| Getriebe, serienmäßig                      | 7-Stufen-Doppelkupplungsgetriebe | 7-Stufen-Doppelkupplungsgetriebe | 7-Stufen-Doppelkupplungsgetriebe | 7-Stufen-Doppelkupplungsgetriebe | 8-Stufen-Automatikgetriebe |
| Messwerte                                  |                                  |                                  |                                  |                                  |                            |
| Höchstgeschwindigkeit                      | k. A.                            | 205 km/h                         | 205 km/h                         | 205 km/h                         | 215 km/h                   |
| Beschleunigung, 0–100 km/h                 | k. A.                            | 7,6 s                            | k. A.                            | k. A.                            | k. A.                      |
| Kraftstoffverbrauch auf 100 km, kombiniert | k. A.                            | 6,3 l Super                      | 6,1 l Super                      | 6,5 l Super                      | 6,7 l Super                |
| Tankinhalt                                 | 55 l                             | 55 l                             | 55 l                             | 55 l                             | 55 l                       |
| Abgasnorm                                  | k. A.                            | China VIb                        | China VIb                        | China VIb                        | China VIb                  |